# Лігоньє (Індіана)
Лігоньє (англ. Ligonier) — місто (англ. city) в США, в окрузі Нобл штату Індіана. Населення — 4568 осіб (2020).

## Географія
Лігоньє розташований за координатами 41°27′54″ пн. ш. 85°35′41″ зх. д. / 41.46500° пн. ш. 85.59472° зх. д. (41.464996, -85.594642).  За даними Бюро перепису населення США в 2010 році місто мало площу 5,98 км², з яких 5,98 км² — суходіл та 0,00 км² — водойми.

## Демографія
Згідно з переписом 2010 року, у місті мешкало 4405 осіб у 1333 домогосподарствах у складі 978 родин. Густота населення становила 736 осіб/км².  Було 1550 помешкань (259/км²).
Расовий склад населення:
| - 69,6 % — білих - 0,5 % — азіатів - 0,4 % — чорних або афроамериканців - 0,2 % — корінних американців - 26,6 % — осіб інших рас |

До двох чи більше рас належало 2,7 %. Частка іспаномовних становила 51,5 % від усіх жителів.
За віковим діапазоном населення розподілялося таким чином: 34,7 % — особи молодші 18 років, 57,3 % — особи у віці 18—64 років, 8,0 % — особи у віці 65 років та старші. Медіана віку мешканця становила 28,5 року. На 100 осіб жіночої статі у місті припадало 99,1 чоловіків;  на 100 жінок у віці від 18 років та старших — 97,2 чоловіків також старших 18 років.
Середній дохід на одне домашнє господарство  становив 54 740 доларів США (медіана — 38 953), а середній дохід на одну сім'ю — 64 586 доларів (медіана — 48 444). Медіана доходів становила 36 162 долари для чоловіків та 24 732 долари для жінок. За межею бідності перебувало 15,7 % осіб, у тому числі 22,5 % дітей у віці до 18 років та 4,9 % осіб у віці 65 років та старших.
Цивільне працевлаштоване населення становило 1875 осіб. Основні галузі зайнятості: виробництво — 65,5 %, мистецтво, розваги та відпочинок — 8,4 %, роздрібна торгівля — 4,7 %, науковці, спеціалісти, менеджери — 4,4 %.